# Seizième amendement de la Constitution d'Irlande
Le seizième amendement de la Constitution de l'Irlande prévoit qu'un tribunal a la possibilité de refuser la liberté sous caution d'un suspect qui serait susceptible de commettre une infraction pénale grave.
Cet amendement a été approuvé par référendum le 28 novembre 1996 et a été promulgué le 12 décembre de la même année.

## Texte
Le XVI amendement a été retranscrit à l'article 40-4-6 de la Constitution irlandaise : 
Provision may be made by law for the refusal of bail by a court to a person charged with a serious offence where it is reasonably considered necessary to prevent the commission of a serious offence by that person.

Traduction en français :
Des dispositions peuvent être prévues par la loi pour refuser la mise en liberté sous caution par un tribunal d'une personne accusée d'un délit grave lorsque ce refus est raisonnablement nécessaire pour prévenir la commission d'un délit grave par cette personne.

## Contexte
En 1965, à l'occasion de l'affaire O'Callaghan, la Cour suprême avait statué en se basant sur les dispositions de l'article 40.4 qui garantit la liberté personnelle et le principe de l'habeas corpus. Elle avait ainsi estimé qu'une personne accusée d'un crime pouvait se voir refuser la liberté sous caution dès lors que celle-ci était susceptible de s'enfuir ou d'interférer avec des témoins ou des preuves.
Le seizième amendement permet désormais aux tribunaux de prendre en compte une hypothèse supplémentaire : celle où une personne aurait commis des crimes graves et risquerait d'en commettre de nouveaux lors de sa liberté sous caution. 
L'amendement a été introduit par le gouvernement  Fine Gael-Parti travailliste  de John Bruton, mais a également été soutenu par le Fianna Fáil et les Démocrates progressistes (les deux principaux partis d'opposition). Le référendum a été approuvé, sur une faible participation, par 579 740 voix pour (74,8 %) et 194 968 voix contre(25,2 %). En cas de difficulté d'interprétation, la version du texte écrite en irlandais prévaut sur celle rédigée en anglais.
La Loi sur la libération sous caution a été adoptée en ce sens en 1997.